# Karibský gulden
Karibský gulden, též Karibský zlatý (ISO 4217 kód XCG) je společnou měnou dvou autonommích zemí Nizozemského království: Curaçaa a Svatého Martina. Do oběhu byl uveden po řadě odkladů dne 31. března 2025, kdy nahradil do té doby používaný gulden Nizozemských Antil (ten bude z oběhu stažen definitivně k datu 30. 6. 2025). Z předchozího guldenu vychází v poměru 1:1. Stejně jako jeho předchůdce je i karibský gulden pevně navázán na americký dolar poměrem 1 USD = 1,79 XCG (společně s arubským florinem).

## Mince a bankovky
- Mince v oběhu jsou nominálních hodnot 1, 5, 10, 25 a 50 centů, 1 a 5 guldenů.
- Bankovky v oběhu mají hodnoty 10, 20, 50, 100 a 200 guldenů.